# Фредерик, герцог Йоркский и Олбани
Принц Фредерик (Фридрих, Фредерик Август, англ. Prince Frederick; 16 августа 1763 — 5 января 1827) — герцог Йоркский и Олбани с 27 ноября 1784 года, второй сын английского короля Георга III, фельдмаршал с 10 февраля 1795 года, главнокомандующий британской армией с 29 мая 1811 года по 5 января 1827 года.

## Биография
Родился 16 августа 1763 года в Сент-Джеймсском дворце в семье английского короля Георга III и Шарлотты Мекленбург-Стрелицкой.
27 февраля 1764 года, в возрасте 6 месяцев, был избран князем-епископом Оснабрюкским: занесён в Книгу рекордов Гиннесса как самый молодой епископ в истории христианства.

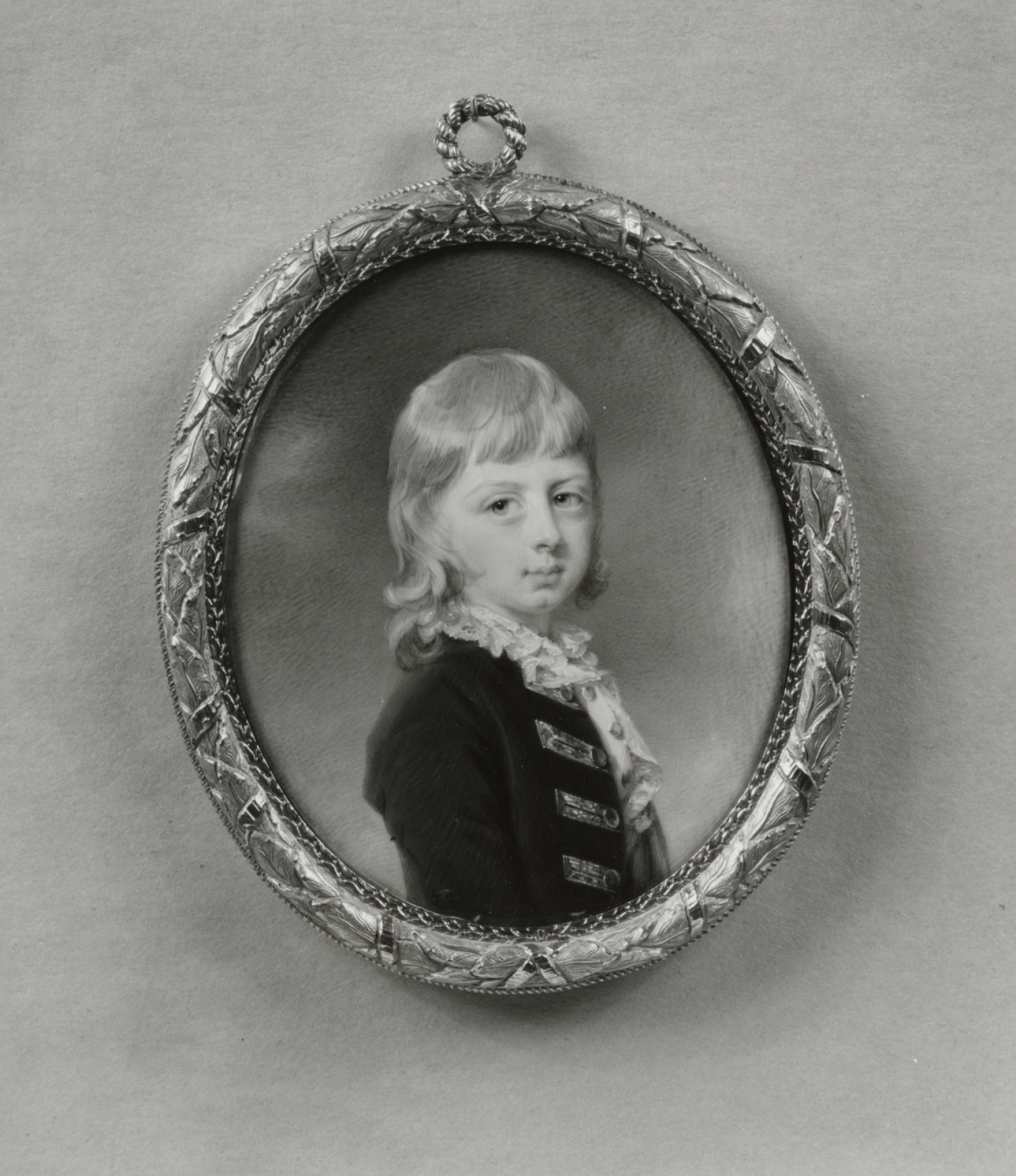
Фредерик герцог Йоркский и Олбани в детстве

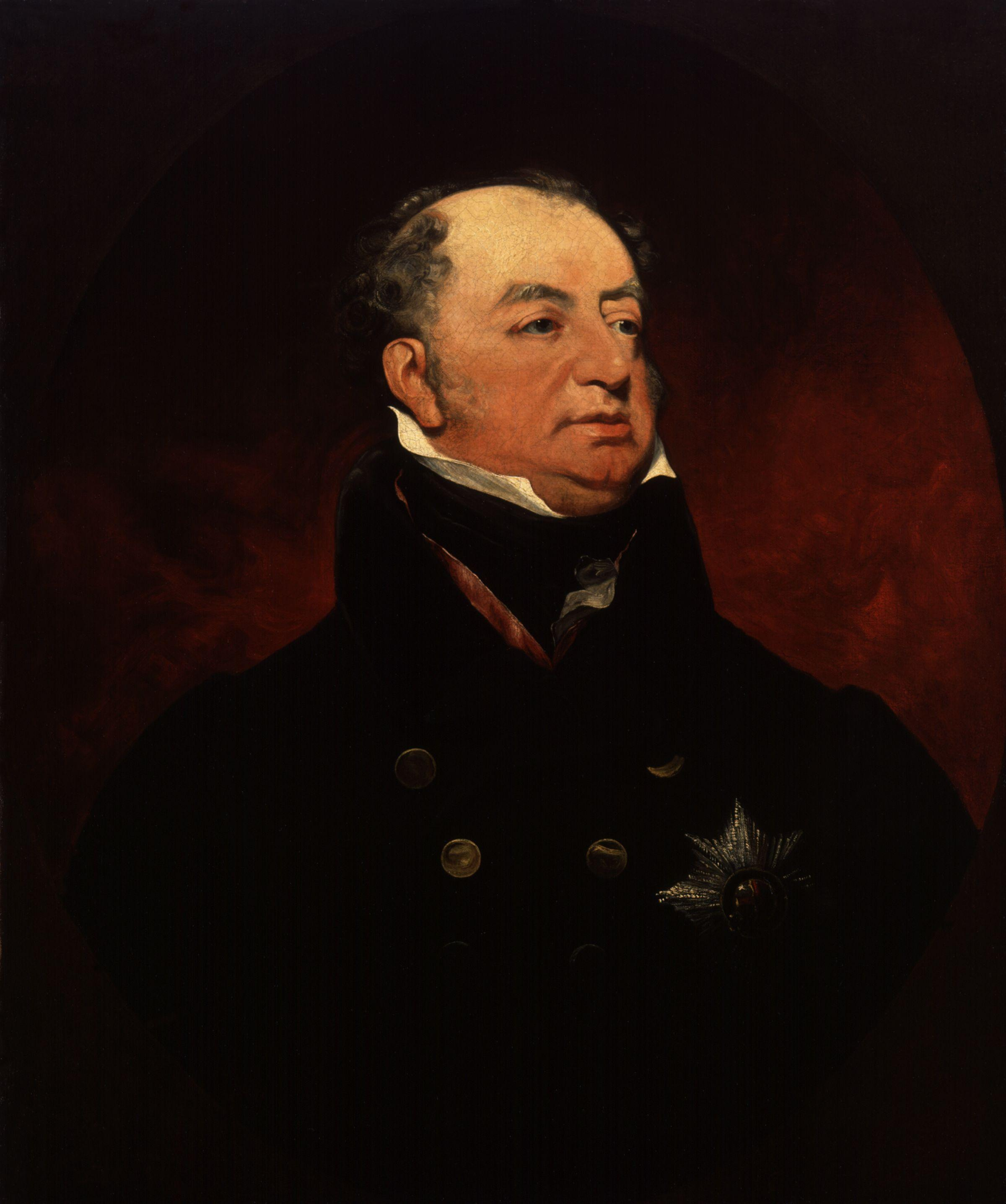
Портрет работы Джона Джексона

В 16 лет отправился в Берлин, учиться военному делу под надзором Фридриха Великого.
С 1781 по 1801 год управлял Оснабрюкским епископством.
В 1782 году получил должность полковника 2-го гвардейского конно-гренадерского полка, а в 1784 году произведён в чин генерал-майора и полковника Колдстримской гвардии.
В 1791 году женился на дочери прусского короля Фридриха Вильгельма II Фридерике.
В 1793 году, когда Англия вступила в войну с революционной Францией, герцог Йоркский был назначен главнокомандующим англо-ганноверских войск в составе армии принца Кобургского в Нидерландах. Отличился при осаде и взятии Валансьена. Затем осадил Дюнкерк. Но в 6—8 сентября потерпел поражение при Ондскоте. После неудачной кампании 1794 года в Нидерландах, 14—15 сентября потерпел поражение при Бокстеле, отступил со своими войсками в Ганновер, а затем вернулся в Англию. В ходе кампаний 1793 и 1794 годов проявил непоколебимое мужество и ревностное старание по возможности облегчить бедствия войны для войска и местного населения.
3 апреля 1795 года, несмотря на военные неудачи, герцог Йоркский получил чин Фельдмаршала и назначен главнокомандующим Британской армии. В этом звании он снискал неоспоримые заслуги, успешно проведя реорганизацию армии и административную реформу. Ему удалось устранить много важных злоупотреблений, увеличить жалованье, улучшить одежду и пищу, и смягчить наказания солдат, которые его всегда очень любили и почитали. Старался повысить образовательный уровень офицеров. Заботился, чтобы в офицеры, при продаже офицерских патентов, не поступали совершенно неспособные и недостойные люди. По его распоряжению издан общий учебный устав, тогда как прежде существовали особые для каждого полка. Учредил военно-сиротский приют в Челси и военный колледж в Сандхерсте.
В 1799 году командовал объединённым русско-английским корпусом во время Голландской экспедиции. Французский генерал Брюн нанёс союзникам поражения при Бергене и Кастрикуме. 18 октября, чтобы эвакуировать оставшиеся войска, герцог Йоркский заключил с Брюном Алькмарское перемирие.
Голландской экспедицией закончилась полководческая карьера герцога Йоркского. Он продолжал исполнять обязанности главнокомандующего. Но страсть к женщинам, в 1803 году оставил супругу ради любовницы Мэри Энн Кларк, скачкам и азартным играм уронили его авторитет в глазах общественного мнения и ввели в неоплатные долги. В 1809 году был вынужден сложить с себя полномочия главнокомандующего, но в мае 1811 года снова вступил в прежнюю должность, несмотря на сопротивление оппозиции, и оставался в ней до самой смерти.
С 1820 года был объявлен наследником своего старшего брата короля Георга IV. Умер бездетным 5 января 1827 года. Наследником стал следующий брат — герцог Вильгельм Кларенс.
10 апреля 1834 году в Лондоне у Сент-Джеймсовского парка, при выезде из Риджент-стрит, Фредерику герцогу Йоркскому и Олбани была воздвигнута колонна с чугунным памятником.

## Награды
- Орден Подвязки (19.06.1771)[1]

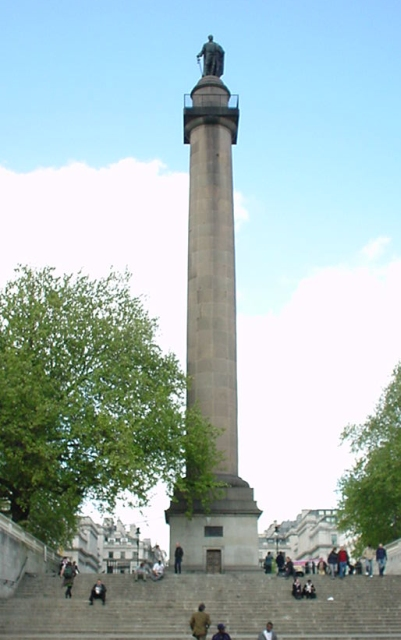
Памятник в Лондоне

- Орден Бани, рыцарь большого креста (02.01.1815)[2]
- Орден Святого Патрика
- Королевский Гвельфский орден, рыцарь большого креста (12.08.1815)[3]
- Военный орден Марии Терезии, большой крест (Австрия, 1814)[4][5]
- Орден Карлоса III (Испания, 10.11.1814)[5]
- Орден Чёрного орла (Пруссия, 11.04.1814)[6]* Орден Красного орла (Пруссия)
- Орден Святого апостола Андрея Первозванного (Россия, 09.06.1814)[7][8]
- Орден Святого Александра Невского (Россия, 09.06.1814)
- Орден Белого орла (Царство Польское)
- Орден Святого Духа (Франция, 21.04.1814)[5]

## Образ в кино
- «Безумие короля Георга» (1994)